# 21294 Yamaguchiyuko
21294 Yamaguchiyuko este o planetă minoră (asteroid) din centura de asteroizi. A fost descoperită pe 7 noiembrie 1996 la Kitami Observatory⁠(d) de Kin Endate. 
Obiectul prezintă o orbită caracterizată de o semiaxă mare de 2,2670236 UAi, o excentricitate de 0,16, o înclinație de 1,98259 ° în raport cu ecliptica.